# Société de distribution gaz et eaux
La Société de distribution gaz et eaux (SDGE) est la filiale franc-comtoise de la Lyonnaise des eaux.

## Historique
Depuis 1951, la Société de distribution gaz et eaux met à la disposition des collectivités locales de Franche-Comté sa technicité et son savoir-faire dans les métiers de l’eau et de l’assainissement (contrat d’affermage ou de prestation de services). Elle assure son concours à plus de 200 communes en Franche-Comté. Elle distribue également du gaz sur la commune de Métabief. La Société de distribution gaz et eaux gère également une microcentrale électrique dans le Doubs.
La Société de distribution gaz et eaux contribue à l'équipement des collectivités en matière de traitements de l'eau potable. Pionnière en matière d’ultrafiltration (Amoncourt, première mondiale en 1988), Gaz et eaux a contribué depuis près de 22 ans au développement du traitement de l’eau potable par ultrafiltration. 
Spécialiste du marché des petites et moyennes collectivités, Société de distribution gaz et eaux développe des solutions techniques de pointe, fonctionnant avec le minimum de produits chimiques, favorisant les objectifs du développement durable.
Conjointement, la Société de distribution gaz et eaux étudie, conçoit et met en route des usines de traitement d’eau potable classique ou faisant appel à d’autres technologies innovantes telles la dénitratation, la dénitrification, le traitement des pesticides, la décarbonatation de l'eau potable, la reminéralisation…
Depuis 2006, elle a étendu son périmètre d’action en ultrafiltration avec l’ouverture d’une agence commerciale à Orléans, puis au Pecq, en région parisienne (2009), en créant une agence construction. Elle couvre désormais un périmètre national.

## Métiers
La Société de distribution gaz et eaux regroupe plus de 120 collaborateurs, réparties en trois agences.

### Agence Réseaux d'eau et travaux
L'agence réseaux d'eau et travaux est chargée :
- du suivi au quotidien du fonctionnement des réseaux d'eau ;
- de la recherche des fuites par corrélation acoustique ;
- de l'entretien et le renouvellement des branchements et canalisations ;
- de la désinfection des réservoirs ;
- des travaux neufs sur réseaux ;
- de la gestion des stocks de pièces.

### Agence Usine eau potable et assainissement
L'agence usine eau potable et assainissement est chargée :
- du suivi du fonctionnement des installations de production et des stations d'épuration ;
- de l'activité curage et entretien des réseaux d'assainissement ;
- du suivi et la maintenance des installations de traitement ;
- des réglages, les mesures et les contrôles des matériels ;
- des relations avec les collectivités locales et les clients ;
- de l'entretien et le renouvellement électromécanique.

### Agence Construction
L'agence construction est chargée de :
- la conception et la réalisation de station de production d’eau potable ;
- la réalisation et la mise à jour du SIG (Système d'information géographique) qui associe les éléments cartographique et les données de fonctionnement des réseaux.

### Moyens
Pour mener à bien ses activités, la Société de distribution gaz et eaux dispose d’une soixantaine de véhicule et engins dont notamment :
- 5 camions et 5 engins de terrassement,
- 1 engin polyvalent MB TRAC,
- 2 hydrocureurs,
- 3 unités de pré-localisation de fuites,
- 3 unités de recherches de fuites par corrélation acoustique,
- 1 unité de lavage des réservoir.

## Inventaire

### Eau potable
- 54 000 clients soit 126 000 habitants desservis,
- 43 collectivités affermés soit 192 communes,
- 12 stations de traitement,
- 40 stations de désinfection,
- 232 réservoirs,
- 12 000 000 m3 d'eau produits par an,
- 2 809 km de canalisations.

### Assainissement
- 20 500 clients
- 22 collectivités soit 35 communes
- 23 stations d'épuration soit 129 000 eq/hab.
- 86 postes de relèvement,
- 640 km de canalisations.

### Travaux usine eau potable
En 2009, la Société de distribution gaz et eaux a réalisé 40 % des usines de production utilisant des membranes d'ulrafiltration en France. ce qui représente 54 usines dont la première mondiale en 1988 à Amoncourt.
L’activité construction chez Gaz et eaux c’est :
- 56 usines d’ultrafiltration (membranes Aquasource) sur tous types d’eau soit 40 % du parc national.
- 26 usines à traitements traditionnels (reminéralisation, traitements du fer, du manganèse, de l’arsenic, de la matière organique, des pesticides, des nitrates…).
- 23 usines intégrant au minimum un étage de décarbonatation par électrodécarbonatation (brevet erca²).